# Саласакас
Ця стаття про народ. Для посилання на місто див. Саласака.
Саласакас (ісп. Salasacas) — народ, що мешкає в Еквадорських Андах на південь від міста Амбато, навколо міста Куенка та у південних висогорігр'ях. Їх культура є спадкоємницею культури інків, їх сучасна мова — переважно кечуа, а населення становить близько 12 тис. чоловік. Вважається, що вони є потомками групи колоністів з Болівії, що переселилися до цих районів за часів панування інків. Головним містом народу є Саласака, а найважливійшою економічною діяльністю — скотарство та ремісництво. Традиційні ремеслені вироби включають текстиль, що виробляється уручну з використанням традиційних технологій, та містять зображення сцен традиційного життя. В місті Саласака існує ринок, «Площа мистецтв». Традиційна музика використовує флейту і барабан. Зараз до традиційних мелодій додані й іноземні.